# Friedrich Kellner

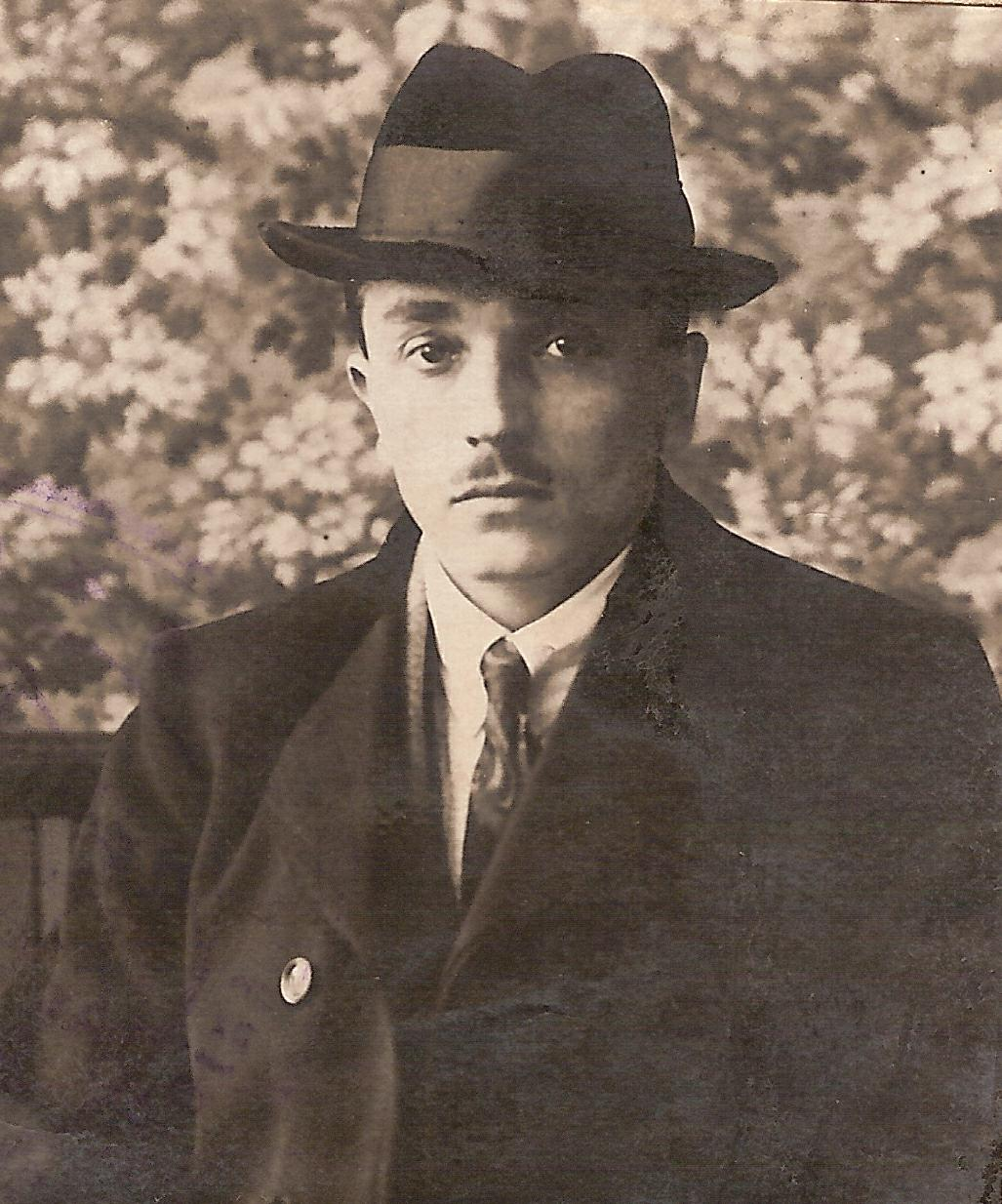
Friedrich Kellner in 1923

August Friedrich Kellner (Vaihingen an der Enz, Duitsland, 1 februari 1885 - Lich, Duitsland, 4 november 1970) was een Duitse sociaaldemocraat en auteur van een geheim dagboek tijdens het nazitijdperk.
Na de Tweede Wereldoorlog verklaarde hij zijn doel:
"Ik kon de nazi's niet in het heden bestrijden, aangezien zij nog de macht hadden mij te doen zwijgen. Daarom besliste ik hen in de toekomst te bestrijden. Ik zou de komende generaties een wapen geven tegen een herhaling van dergelijk kwaad. Mijn ooggetuigenverslag zou de barbaarse handelingen registreren en zo tonen hoe ze konden worden tegengehouden."

## Biografie

### Familie en opleiding
August Friedrich Kellner werd op 1 februari 1885 geboren in Vaihingen an der Enz. Hij was het enige kind van Georg Friedrich Kellner, een bakker in het dorp Arnstadt in Thüringen, en Barbara Wilhelmine Vaigle uit Bissingen an der Enz. De ouders van Friedrich behoorden tot het Evangelisch Luthers geloof. Toen Friedrich vier jaar oud was, verhuisde zijn familie naar Mainz, waar zijn vader hoofdbakker werd in Goebels Zuckerwerk.
In december 1902 slaagde Friedrich Kellner voor zijn eindexamen aan het Goethe-gymnasium. Hij ging werken als bediende in het gerechtsgebouw van Mainz. Hij werkte daar vanaf 1903 tot 1933, eerst als secretaris, toen als boekhouder en ten slotte als justitieel inspecteur.

### Legerdienst en huwelijk

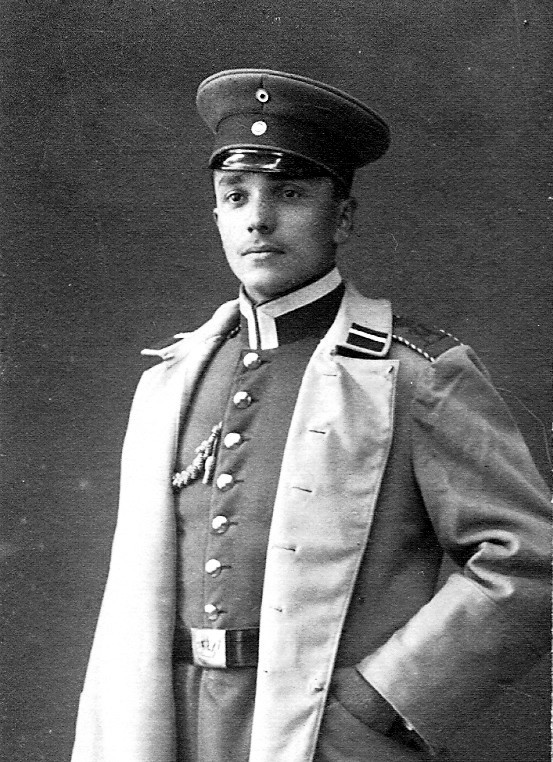
Friedrich Kellner, 1914

In 1907 en 1908 vervulde Friedrich Kellner zijn militaire reserveplicht in de 6e Infanteriecompagnie van Leibregiments Grossherzogin (3. Grossherzoglich Hessisches) Nr. 117 in Mainz.
In 1913 huwde hij met Pauline Preuss uit Mainz. Hun enig kind, Karl Friedrich Wilhelm Kellner, werd drie jaar later geboren.
Bij het begin van de Eerste Wereldoorlog in 1914 werd Friedrich Kellner opgeroepen voor actieve dienst. Hij werd ingedeeld in het Infanterieregiment Prinz Carl (4. Grossherzoglich Hessisches Regiment) Nr. 118, gelegerd in Worms. Hij vocht in Frankrijk in de Eerste Slag bij de Marne en werd verwond nabij Reims.

### Politiek activisme
Ondanks zijn loyaliteit aan het regime van de keizer, verwelkomde Friedrich Kellner na de oorlog, en na de afzetting van de keizer, de geboorte van de Duitse democratie. Hij beijverde zich voor de Sozialdemokratische Partei Deutschlands (SPD).
Vanaf de eerste dagen van de Weimarrepubliek sprak hij zich uit tegen de gevaren van extremisme, zowel van de communisten als van de nationaalsocialisten. Op vergaderingen toonde hij Adolf Hitlers Mein Kampf aan de menigte, roepende: "Gutenberg, uw drukpers wordt bezoedeld door dit verwerpelijke boek." Bij meer dan één gelegenheid werd Kellner geslagen en bedreigd als hij uitkwam voor zijn mening over de nazi's.
Twee weken voor de beëdiging van Adolf Hitler als kanselier, en nog voor het begin van diens meedogenloze achtervolging van politieke tegenstanders, zocht Friedrich Kellner met vrouw en zoon een veilig heenkomen op het platteland. Zij verhuisden naar het dorp Laubach, waar hij werkzaam was als hoofdinspecteur van justitie bij het districtshof. In 1935 emigreerde zijn zoon naar de Verenigde Staten om de dienstplicht in Hitlers leger te ontlopen.
Tijdens de pogrom van november 1938, bekend als de Kristallnacht, hielpen Friedrich en Pauline Kellner hun Joodse buren. Kellner kreeg te horen dat zij hetzelfde lot zouden ondergaan als hun buren, als zij zouden volharden in hun verzet tegen het nazibeleid. Friedrich werd verteld dat hij en Pauline naar een concentratiekamp zouden worden gestuurd als hij een "slechte invloed" bleef hebben op de bevolking van Laubach.
Toen hij niet langer openlijk politiek actief kon blijven, vertrouwde Friedrich Kellner zijn gedachten nadien aan een geheim dagboek toe. Hij wilde dat zijn zoon en de komende generaties zouden weten dat de democratie zich tegen dictaturen moet verzetten. Hij wilde iedereen waarschuwen om zich tegen tirannie, terrorisme en extremisme te blijven verzetten.
Tegen de tijd dat de oorlog eindigde telde het dagboek van Friedrich Kellner 861 pagina's in tien delen.

### Na de oorlog
Nadat de oorlog hielp Friedrich Kellner om de SPD in Laubach te doen herleven en werd hij regionale partijvoorzitter. In de jaren 1945 en 1946 was hij viceburgemeester van Laubach en vanaf 1956 tot 1960 was hij Eerste Raadslid van de stad en opnieuw viceburgemeester.
Friedrich Kellner was van 1933-1947 voornaamste rechtvaardigheidsinspecteur en beheerder van het gerechtsgebouw in Laubach. Hij diende als districtsauditor in het regionale hof in Giessen vanaf 1948 tot 1950. Na zijn pensionering in 1950 was hij nog drie jaar rechtskundige adviseur in Laubach.
In 1968 gaf Friedrich Kellner zijn geheime dagboek, geschreven tussen 1939 en 1945, aan zijn Amerikaanse kleinkind, Professor Robert Scott Kellner, om het te vertalen en onder de aandacht van het publiek te brengen. Op 4 november 1970 stierf Friedrich Kellner. Hij werd begraven naast zijn vrouw op de belangrijkste begraafplaats in Mainz.

## Werk

### Dagboek van Friedrich Kellner

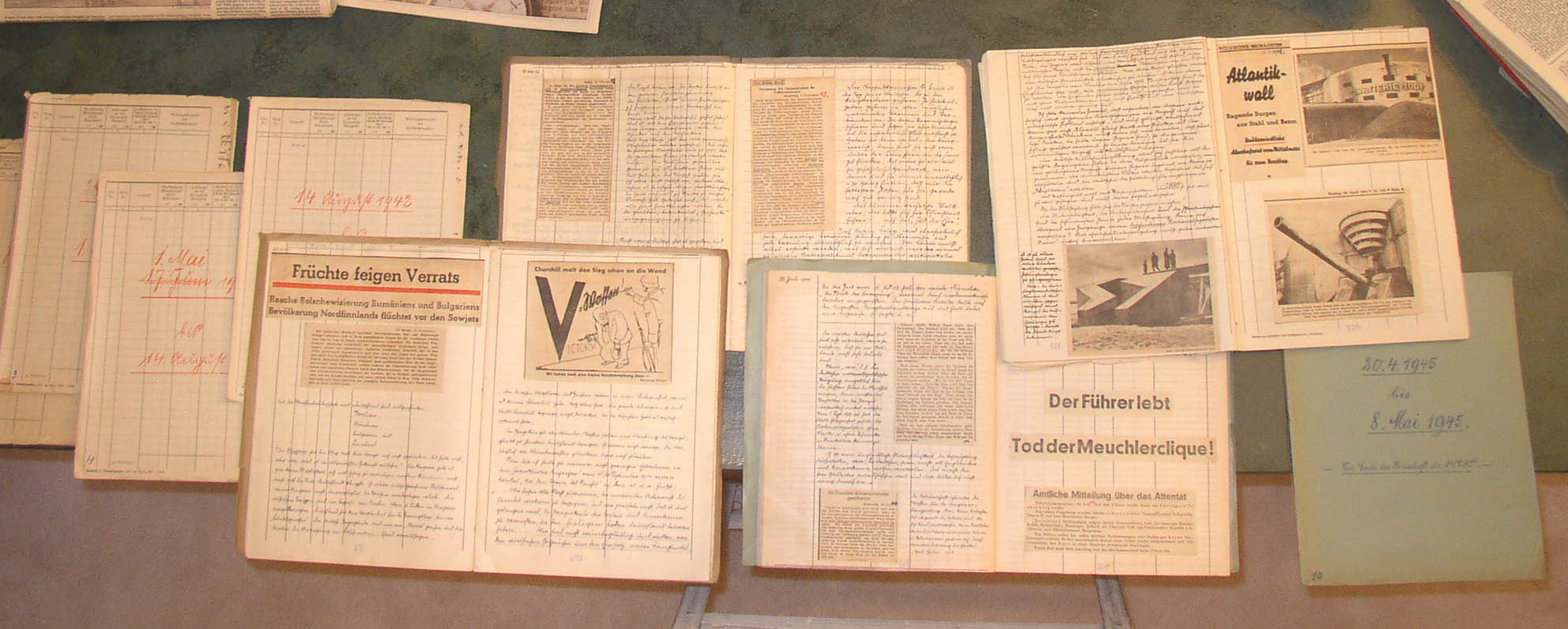
Friedrich Kellners dagboek

Het dagboek bestaat uit tien delen met in totaal 861 pagina's. Het bevat 676 apart gedateerde lemma's in Sütterlin-handschrift en meer dan 500 krantenknipsels. Kellner dacht dat zijn observaties, die de vreselijke gebeurtenissen van die jaren documenteerden, toekomstige generaties een middel zouden bieden dergelijke rampen te verhinderen: consequent verzet tegen ideologieën die het menselijke leven en de persoonlijke vrijheid niet respecteren.

### Ontvangst
- In de lente van 2005 werd het dagboek tentoongesteld in de George Bush Presidential Library in College Station, Texas.
- In september 2005 presenteerden de krant Giessener Anzeiger en de Groep Heimatkundliche in Laubach een tentoonstelling over Friedrich Kellner in het Heimat Museum van Laubach.
- In de zomer van 2006 werd het dagboek tentoongesteld in het Holocaust Museum in Houston, Texas.
- In 2007 produceerde CCI Entertainment, een Canadees filmbedrijf, een documentaire over Friedrich Kellner en zijn kleinzoon Robert Scott Kellner, My Opposition: the Diaries of Friedrich Kellner.
- In 2010 werd het dagboek tentoongesteld in de Dwight Eisenhower Presidential Library in Abilene, Kansas.
- In 2011 werd het dagboek gepubliceerd: Friedrich Kellner, Vernebelt, verdunkelt sind alle Hirne, Tagebücher 1939-1945, Wallstein Verlag Göttingen 2011, ed. Sascha Feuchert, Robert Martin Scott Kellner, Erwin Leibfried, Jörg Riecke, Markus Roth, ISBN 978-3835306363.